# Thalatha
Thalatha é um gênero de traça pertencente à família Arctiidae.